# Hunt Nunataks
Hunt Nunataks är nunataker i Antarktis. De ligger i Östantarktis. Australien gör anspråk på området.